# 織田信敬
織田 信敬（おだ のぶのり）は、江戸時代後期の大名。丹波国柏原藩の第8代藩主。通称は剛三郎。官位は従五位下出雲守。高長系織田家11代。

## 生涯
天保7年（1836年）5月28日、肥後国宇土藩の第9代藩主・細川行芬の三男として誕生した。初名は之与。
弘化4年（1847年）2月26日、柏原藩の第7代藩主・織田信貞の末期養子として家督を相続する。嘉永2年（1849年）10月1日、第12代将軍・徳川家慶に御目見する。同年12月16日、従五位下出雲守に叙任する。嘉永6年（1853年）7月25日、江戸において死去、享年18。なかなか相続人が決まらず、翌嘉永7年（1854年）2月10日に死亡を届け出た。黒田長元の4男・叙丸が末期養子として家督を相続した。
信敬の死後、柏原藩の重臣は織田家の血を引く鶴姫に再度婿養子を迎えることを考えた。しかし鶴姫はそれを拒み、髪を切って亡き夫の菩提を弔う一生を選択したという。

## 系譜
- 父：細川行芬（1811-1876）
- 母：不詳
- 養父：織田信貞（1803-1847）
- 正室：良性院 - 鶴姫、織田信貞の養女、織田信古の長女
- 養子
  - 男子：織田信民（1840-1865） - 黒田長元の四男